# قشلاق جلیل‌آباد
قشلاق جلیل‌آباد ، روستایی از توابع بخش پیشوا شهرستان ورامین در استان تهران ایران است.

## جمعیت
این روستا در دهستان بهنام سوخته جنوبی قرار دارد و براساس سرشماری مرکز آمار ایران در سال۱۴۰۲، جمعیت آن ۴۵۶۷ نفر (۱۱۴۱خانوار) بوده‌است.